# Chiesa di Sant'Ulderico (Musestre)
La chiesa di Sant'Ulderico è la parrocchiale di Musestre, frazione di Roncade  (TV).

## Storia
La prima citazione di una chiesa a Musestre si trova in una bolla di papa Callisto II del 1123, seguita, nel 1135, da un'altra di papa Innocenzo II.
Venne ricostruita nel Settecento utilizzando in parte la muratura del precedente edificio, eretto sul terrapieno della strada romana Claudia Augusta, nei pressi del luogo dove, secondo la tradizione, vennero martirizzati i santi Teonisto, Tabra e Tabrata. Interessante notare come l'orientamento sia stato modificato: la vecchia chiesa trecentesca aveva la facciata a sud, verso il Sile, mentre l'entrata della nuova è ruotata di 90 gradi e rivolta verso il Musestre.
La chiesa venne consacrata nel 1746.

## Interno
L'interno presenta una squisita eleganza e un'unità di stile, tra architettura, apparati decorativi e mobilio, di elevato valore e rara armonia. L'altare maggiore è posto in un'abside semicircolare dietro il quale si apre tra le marmoree colonne l'altare maggiore con uno stupendo settecentesco dipinto rappresentante il santo patrono Ulderico di chiara scuola Veneziana. Quattro gli altari laterali entro nicchioni, mentre i pilastri corinzi reggono la trabeazione che si chiude con una doppia cornice e contiene dei gruppi scultorei degni di nota.